# Odra (комп'ютер)

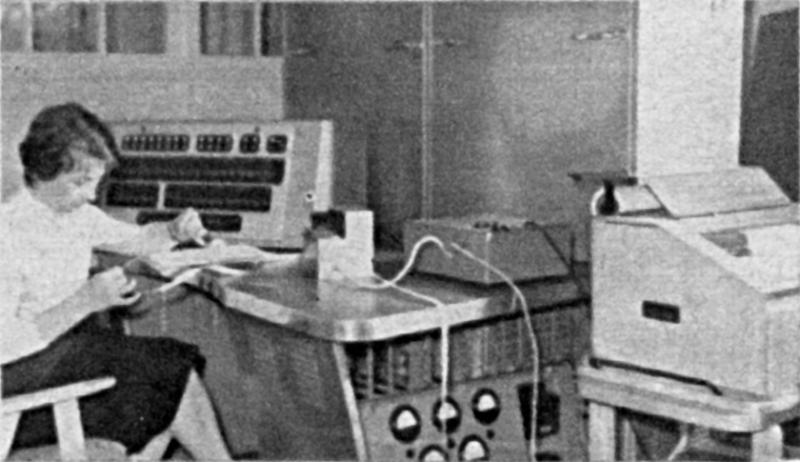
Odra 1001.

Odra — серія комп'ютерів, виготовлених на колишній Вроцлавській електронній фабриці «Elwro».

## Історія
Odra вирізнялась можливістю роботи з програмним забезпеченням, створеним третіми особами, і можливістю підключення периферійних пристроїв.
Один з останніх екземплярів комп'ютера «Odra» вийшов з експлуатації 18 липня 2003 року після 29 років безперебійної роботи в якості головної контрольної кімнати дистрибуції Вроцлавського підприємства Хутмен (пол. «Hutmen»). Згодом вона була виведена з експлуатації у 2010 та 2012 роках (Mera Elzab Zabrze), діяльний експонат знаходиться в Музеї історії комп'ютерів та інформаційних технологій у Катовиці (пол. Muzeum Historii Komputerów i Informatyki w Katowicach (MHKI)), це система побудована на базі JC 1305 ODRA.

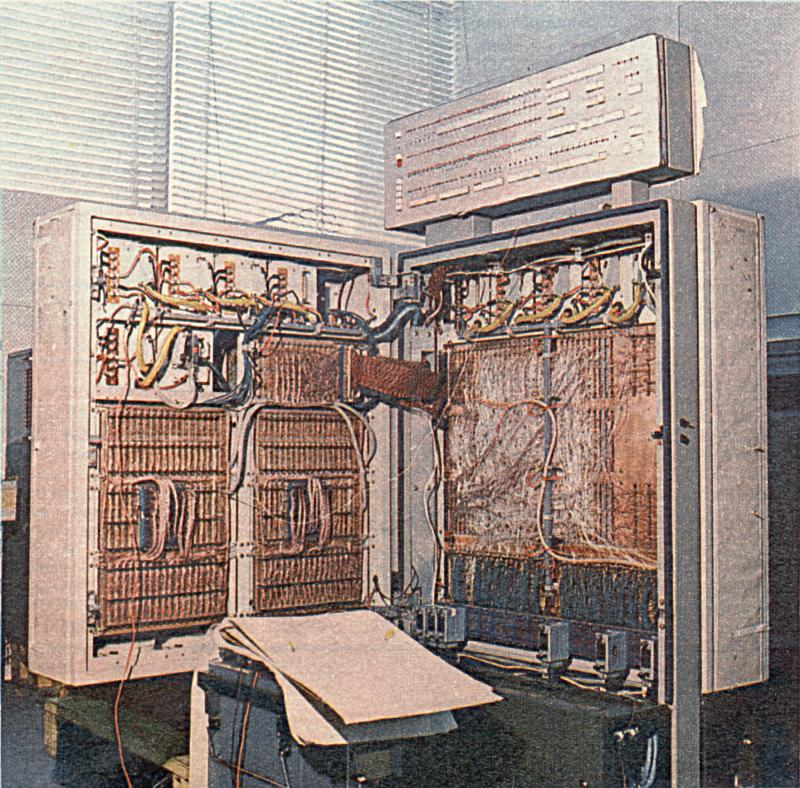
Відкрита центральна одиниця (ЦО) Odra 1305.

До літа 2006 року Польська державна залізниця в Оструді (пол. Ostródzie) використовувала цифрову машину Odra 1305, пізніше дві одиниці цього типу все ще працювали на залізничних сортувальних станціях Вроцлав-Брохув і Люблін-Татари. Останній комп'ютер «Odra» був вимкнений 1 травня 2010 року в Любліні.
У 2017 році в Музеї історії комп'ютерів та інформаційних технологій у Катовиці розпочато роботу з відновлення та запуску комп'ютерної системи Odra 1305 (музей має 3 JC Odry 1305).
Існує емулятор термінала Odra (CONSOLA 5.0).
Зафіксований випадок використання комп'ютера «Odra» в освіті за межами університетів — в Групі ліцеїв Желехува. Пізніше комп'ютер замінено на 8-бітний.

## Версії комп'ютерів
Типи польської конструкції: Odra 1001, Odra 1002, Odra 1003, Odra 1013, Odra 1103 і Odra 1204. Ліцензована компанією ICL: Odra 1304, Odra 1305, а також створена в Польщі на їх базі Odra 1325.